# Kanton Neustadt (Donnersberg)
Der Kanton Neustadt (franz.: Canton de Neustadt) war eine von zehn Verwaltungseinheiten, in die sich das Arrondissement Speyer (franz.: Arrondissement de Spire) im Département Donnersberg (franz.: Département du Mont-Tonnerre) gliederte. Der Kanton war in den Jahren 1798 bis 1814 Teil der Ersten Französischen Republik (1798–1804) und des Ersten Französischen Kaiserreichs (1804–1814). Hauptort (chef-lieu) und Verwaltungssitz war Neustadt.
Nachdem die Pfalz 1816 zum Königreich Bayern gekommen war, wurden die Kantone, teilweise mit geändertem Gebietsstand, zunächst beibehalten und waren Teile der Verwaltungsstruktur bis 1852.
Das Verwaltungsgebiet des Kantons Neustadt lag im heutigen Landkreis Bad Dürkheim sowie auf dem Gebiet der kreisfreien Stadt Neustadt an der Weinstraße in Rheinland-Pfalz.

## Gemeinden und Mairies
Nach amtlichen Tabellen aus den Jahren 1798 und 1811 gehörten zum Kanton Neustadt folgende Gemeinden, die verwaltungsmäßig Mairies zugeteilt waren (Ortsnamen in der damaligen Schreibweise); die Einwohnerzahlen (Spalte „EW 1815“) sind einer Statistik von 1815 entnommen; die Spalte „vor 1792 zugehörig“ nennt die landesherrliche Zugehörigkeit vor der französischen Inbesitznahme.
| Gemeinde                   | Mairie       | EW 1815    | vor 1792 zugehörig   | Anmerkungen                                                            |
| -------------------------- | ------------ | ---------- | -------------------- | ---------------------------------------------------------------------- |
| Diedesfeld                 | Diedesfeld   | 1.161      | Hochstift Speyer     | ging 1818 zum Kanton Edenkoben; seit 1969 Stadtteil von Neustadt       |
| Duttweiler                 | Duttweiler   | 500        | Kurpfalz             | seit 1974 Stadtteil von Neustadt an der Weinstraße                     |
| Elmstein und Iggelbach     | Elmstein     | 1.040      | Kurpfalz             |                                                                        |
| Esthal                     | Esthal       | 810        | Freiherr von Dalberg |                                                                        |
| Geinsheim                  | Geinsheim    | 860        | Hochstift Speyer     | seit 1969 Stadtteil von Neustadt an der Weinstraße                     |
| Gimmeldingen und Lobloch   | Gimmeldingen | 1.168      | Kurpfalz             | seit 1969 Stadtteile von Neustadt an der Weinstraße                    |
| Gräfenhausen               | Lambrecht    | 340        | Hochstift Speyer     |                                                                        |
| Haardt                     | Haardt       | 1.000      | Kurpfalz             | seit 1969 Stadtteil von Neustadt an der Weinstraße                     |
| Hambach                    | Hambach      | 1.500      | Hochstift Speyer     |                                                                        |
| Haßloch                    | Haßloch      | 3.560      | Kurpfalz             |                                                                        |
| Königsbach                 | Königsbach   | 625        | Hochstift Speyer     | seit 1969 Stadtteil von Neustadt an der Weinstraße                     |
| Lachen und Speierdorf      | Lachen       | 1.600      | Kurpfalz             | seit 1969 Stadtteil von Neustadt an der Weinstraße (Lachen-Speyerdorf) |
| Lambrecht                  | Lambrecht    | 1.300      | Kurpfalz             | heute Lambrecht (Pfalz)                                                |
| Lindenberg                 | Lambrecht    | 260        | Hochstift Speyer     |                                                                        |
| Meckenheim                 | Meckenheim   | 1.484      | Kurpfalz             |                                                                        |
| Musbach                    | Musbach      | 1.400      | Kurpfalz             | seit 1969 Stadtteil von Neustadt an der Weinstraße (Mußbach)           |
| Neidenfels                 | Esthal       | [ Anm. 1 ] | Kurpfalz             |                                                                        |
| Neufrankeneck              | Esthal       | [ Anm. 1 ] | Leiningen-Dagsburg   | heute Frankeneck                                                       |
| Neustadt                   | Neustadt     | 4.324      | Kurpfalz             | heute Neustadt an der Weinstraße                                       |
| Ruppertsberg               | Ruppertsberg | 780        | Hochstift Speyer     |                                                                        |
| Weidenthal                 | Weidenthal   | 726        | Kurpfalz             |                                                                        |
| Winzingen und Branchweiler | Winzingen    | 495        | Kurpfalz             | seit 1892 Stadtteil von Neustadt an der Weinstraße                     |

Anmerkungen:
1. 1 2  Die Einwohnerzahlen von Neidenfels und Frankeneck sind bei Esthal enthalten.

## Geschichte
Vor der Annexion des Linken Rheinufers in den französischen Revolutionskriegen (1794) gehörten die Ortschaften im 1798 eingerichteten Verwaltungsbezirk des Kantons Neustadt überwiegend zur Kurpfalz sowie zum Hochstift Speyer.
Von der französischen Direktorialregierung wurde 1798 die Verwaltung des Linken Rheinufers nach französischem Vorbild reorganisiert und damit u. a. eine Einteilung in Kantone übernommen. Die Kantone waren zugleich Friedensgerichtsbezirke. Der Kanton Neustadt gehörte zum Arrondissement Speyer im Departement Donnersberg. Der Kanton gliederte sich in 22 Gemeinden, die von 18 Mairies verwaltet wurden.
Nachdem im Januar 1814 die Alliierten das Linke Rheinufer wieder in Besitz gebracht hatten, wurde im Februar 1814 das Département Donnersberg und damit auch der Kanton Neustadt Teil des provisorischen Generalgouvernements Mittelrhein. Nach dem Pariser Frieden vom Mai 1814 wurde dieses Generalgouvernement im Juni 1814 aufgeteilt, das Département Donnersberg wurde der neu gebildeten Gemeinschaftlichen Landes-Administrations-Kommission zugeordnet, die unter der Verwaltung von Österreich und Bayern stand.

## Bayerischer Kanton Neustadt
Aufgrund der auf dem Wiener Kongress getroffenen Vereinbarungen kam das Gebiet im Juni 1815 zu Österreich. Die gemeinschaftliche österreichisch-bayerische Verwaltung wurde vorerst beibehalten. Am 14. April 1816 wurde zwischen Österreich und Bayern ein Staatsvertrag geschlossen, in dem ein Austausch verschiedener Staatsgebiete vereinbart wurde. Hierbei wurden die linksrheinischen österreichischen Gebiete zum 1. Mai 1816 an das Königreich Bayern abgetreten.
Der bayerische Kanton Neustadt gehörte im neu geschaffenen Rheinkreis zunächst zur Kreisdirektion Frankenthal. Nach der Untergliederung des Rheinkreises in Landkommissariate (1818) gehörte der Kanton Neustadt zum Landkommissariat Neustadt. Im selben Jahr wechselte die Gemeinde Diedesfeld vom Kanton Neustadt in den Kanton Edenkoben.
Zum bayerischen Kanton Neustadt gehörten nach 1817 insgesamt 21 Gemeinden:
| - Duttweiler - Elmstein - Esthal - Frankeneck - Geinsheim - Gimmeldingen und Lobloch - Grevenhausen | - Haardt - Hambach - Haßloch - Königsbach - Lachen und Speyerdorf - Lambrecht - Lindenberg | - Meckenheim - Mußbach - Neidenfels - Neustadt - Ruppertsberg - Weidenthal - Winzingen und Branchweiler |

In einer 1836 erstellten Statistik wurden im Kanton Neustadt 32.294 Einwohner gezählt, davon waren 12.320 Katholiken, 19.286 Protestanten, 98 Mennoniten und 590 Juden.
Im Jahr 1852 wurde der Kanton Neustadt, so wie alle Kantone in der Pfalz, in eine Distriktsgemeinde umgewandelt.